# Centro de Servicios Somate Bajo
Centro de Servicios Somate Bajo es un caserío peruano ubicado en el distrito de Sullana, perteneciente a la provincia de Sullana del departamento de Piura, al norte del Perú. 

## Ubicación
Centro de Servicios Somate Bajo se ubica al este de la provincia de Sullana, en el distrito homónimo, en el departamento de Piura. 

## Demografía
En 2017 Centro de Servicios Somate Bajo tenía una población de 256 habitantes.
| Gráfica de evolución demográfica de Centro de Servicios Somate Bajo entre 1993 y 2017 |
|                                                                                       |
| Fuentes: Población 1993 y 2017                                                        |